# Роже (фрегезия)
Роже (порт. Roge)  —  район (фрегезия) в Португалии,  входит в округ Авейру. Является составной частью муниципалитета  Вале-де-Камбра. Находится в составе крупной городской агломерации Большое Авейру. По старому административному делению входил в провинцию Бейра-Литорал. Входит в экономико-статистический  субрегион Энтре-Доуру-и-Воуга, который входит в Северный регион. Население составляет 1901 человек. Занимает площадь 16,52 км².
Покровителем района считается св. королева Изабелла Арагонская.